# Ягідні культури
Ягідні культури — кущові, напівкущові й багаторічні трав'яні рослини, що дають їстівні плоди — ягоди, (суниці, полуниці, чорна смородина, малина, аґрус, білі й червоні порічки; господарське значення мають і дикорослі ягідні рослини: журавлина, чорниця, брусниця). В Україні на ягідні культури припадає близько 2% площі всіх плодово-ягідних насаджень. Перше місце серед них належить суницям, друге — чорній смородині, третє — малині; менше поширені аґрус і порічки. Урожайність ягідних культур висока: 80 — 120 ц/га.
У 1981 році плодові й ягідні насадження становили 1097,5 тис. га, з чого на ягідні припадало 25,4 тис. га. На той час основні площі ягідників були зосереджені: в Лісостепу — 12,2 тис. га (48,0%); у Степу — 6,7 тис. га (26,4%); на Поліссі — 6,5 тис. га (25,6%). З цієї площі на колгоспи, радгоспи та інші держгоспи припадало 573,3 тис. га.
Ягідні культури відзначаються високими поживними й смаковими якостями та лікувальними властивостями: містять цукри, органічні кислоти, солі фосфору, заліза, кальцію та вітамін С. Їх споживають свіжими, а також використовують для виготовлення конфітюру, джему, компотів, соків, вин.
1972 року створено Головне управління для виробництва плодів ягід і винограду при Раді Міністрів УРСР, що ввійшло 1985 року до складу Держагропрому УРСР.